# Граф Макс (фільм, 1957)
«Граф Макс» (італ. Il conte Max) — італійська кінокомедія 1957 року режисера Джорджо Б'янкі, в якому зіграли Альберто Сорді, Вітторіо де Сіка та Анна Вернон. Це ремейк фільму «Синьйор Макс» 1937 року, в якому Вітторіо де Сіка грав головну роль. У 1991 році вийшов перероблений фільм режисера  Християна де Сіка, сина Вітторіо де Сіка, з такою самою назвою. Головні ролі у ньому грали Християн де Сіка та Орнелла Муті.

## Сюжет
Римський продавець газет Альберто Бочетті (Альберто Сорді) після знайомства з графом Максом Орсіні Варальдо (Вітторіо де Сіка), який купував у нього журнали, почав мріяти про життя багатих аристократів. Збіднілий граф Макс розповідає йому про гарні манери та правила поведінки у світі аристократів.
З нагоди новорічних свят Альберто отримав від свого дядька 25 000 лір, щоб поїхати до своїх родичів у гірському селищі Капракотта в Центральних Апеннінах. Та коли граф Макс довідав, що Альберто має їхати на новорічне святкування у цю глушину, він порадив йому поїхати до зимового курорту Кортіни, де він зможе побачити, як живуть справжні аристократи. Чи приймуть Альберто, який назвався «графом Максом», у вищому світі?

## Ролі виконують
- Альберто Сорді — Альберто Бочетті
- Вітторіо де Сіка — граф Макс Орсіні Варальдо
- Анна Вернон[it] — баронеса Елена ді Вілломброза
- Хасінто Сан Еметріо[d] — дон Хуан де Фігероа
- Сюзанна Каналес[it] — Лауретта Кампо
- Міна Доро[it] — майор Амадорі

## Навколо фільму
- У фільмі Маріо Камеріні[it] 1937 року «Синьйор Макс»[it] Вітторіо Де Сіка зіграв  роль Альберто Бочетті, яку Альберто Сорді виконує у цьому фільмі «Граф Макс» 1957 року.
- В одній зі сцен фільму граф Макс Орсіні Варальдо вчить Альберто грати в бридж і розповідає йому про метод Кульбертсона[ro], оскільки Вітторіо Де Сіка, як відомо, був пристрасним гравцем як в карти, так і в рулетку.